# Słodkie lato
Słodkie lato (szw. Idenna ljuva Sommartid) – powieść kryminalna szwedzkiej pisarki Mari Jungstedt, opublikowana w 2007, a w Polsce w 2011 w tłumaczeniu Ewy Wojaczek.

## Treść

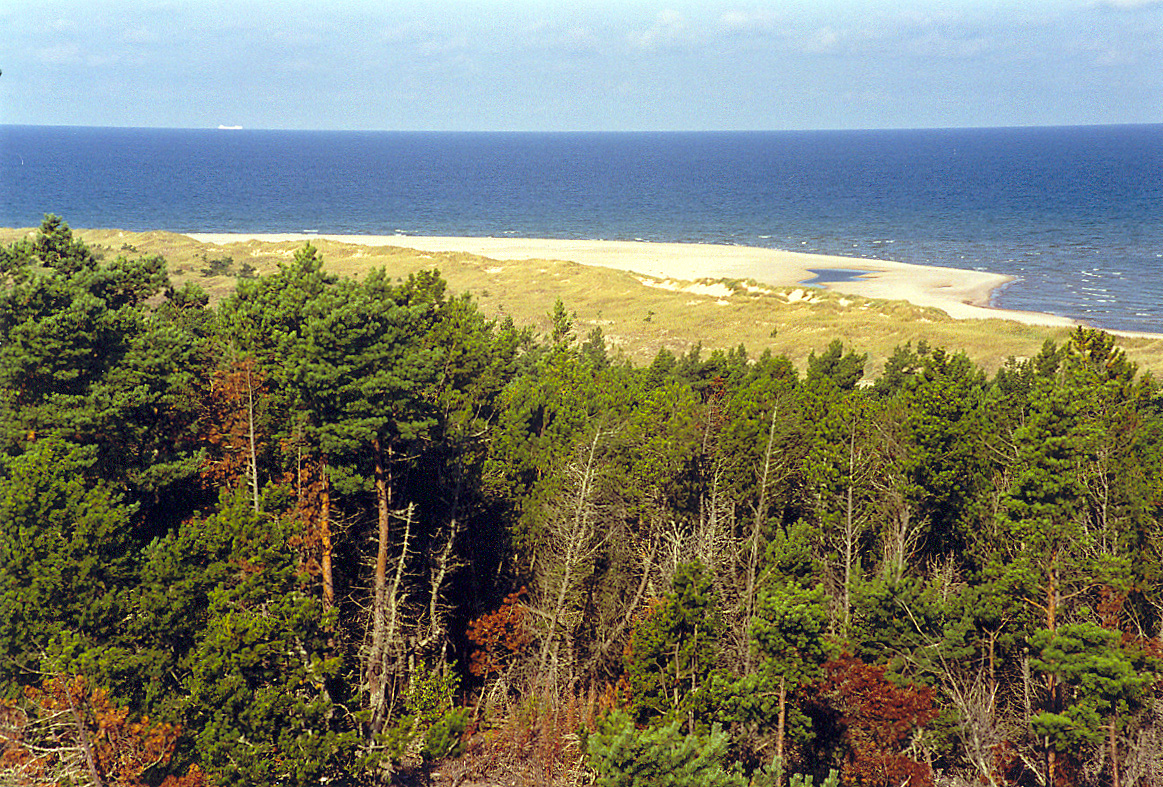
Wybrzeże Gotska Sandön będące sceną wielu wydarzeń powieści

Jest piątą powieścią cyklu, w którym występuje detektyw Anders Knutas, komisarz policji z Visby na szwedzkiej wyspie - Gotlandii. Pomaga mu energiczna Karin Jacobsson. W tej części akcja rozgrywa się w środku upalnego lata, kiedy to na obleganej przez turystów wyspie Fårö zabity został podczas joggingu przedsiębiorca budowlany i przykładny mąż (żona Vendela) oraz ojciec dwójki dzieci – Peter Bovide (ur. 1966). Biegał wokół popularnego kąpieliska Sudersand. Knutas przebywał w tym czasie na urlopie w Danii, więc wątek podjęła początkowo Karin Jacobsson, jako jego zastępczyni. W tym czasie popełniono kolejne morderstwo – zabity został w identyczny sposób strzałowy w kamieniołomie – Morgan Larsson. Obie ofiary zastrzelono strzałem w głowę, a następnie oddano jeszcze kilka strzałów w brzuch. Śledztwo zaczęło obejmować wydarzenia z przeszłości, wiążące obie ofiary. Łączyło się też z przypadkiem zatonięcia rosyjskiego statku Wsadnik u wybrzeży wyspy Gotska Sandön, na którym w 1864 zginęło 20 marynarzy.
Na podstawie cyklu powstał serial telewizji niemieckiej.